# Descendència (Star Trek: La nova generació)
"Descendència" (títol original en anglès "The Offspring") és el setzè episodi de la tercera temporada de la sèrie de televisió de ciència-ficció estatunidenca Star Trek: La nova generació, i el 64è de tota la sèrie, que es va emetre originalment el 12 de març de 1990, en redifusió als Estats Units. Aquest va ser el primer episodi dirigit per Jonathan Frakes, que va dirigir molts episodis de televisió de Star Trek i dos llargmetratges de Star Trek.
Ambientada al segle XXIV, la sèrie segueix les aventures de la tripulació de la nau de la Flota Estel·lar de la Federació Enterprise-D sota el comandament del capità Jean-Luc Picard. En aquest episodi, l'androide Data crea una "filla" pròpia anomenada Lal i intenta criar-la, mentre que Picard s'encarrega de la investigació de la Flota Estel·lar per evitar que se l'emportin.

## Argument
Data invita Deanna Troi, Wesley Crusher i Geordi La Forge al seu laboratori i els sorprèn presentant un androide humanoide sense trets, que va crear basant-se en el seu propi disseny estructural i els avenços recents en tecnologia de la Federació Unida de Planetes com el seu fill. Anomena l'androide Lal (paraula hindi per "estimat") i l'anima a seleccionar un gènere i una aparença. Amb l'ajuda de Troi i tenint en compte moltes de les espècies a bord, així com els bancs de dades, Lal redueix a quatre possibilitats, inclòs un mascle klíngon, que, com assenyala Troi, el faria "un amic de Worf", però al final selecciona l'aspecte d'una jove femella humana que es converteix en ginoide.
Data ajuda Lal amb algorismes cognitius i de comportament estàndard, i també l'encoratja a interactuar amb altres membres de la tripulació per aprendre comportaments i costums socials. Després d'un intent fallit de col·locar-la a l'escola, degut a que els altres nens estaven intimidats per ella, ell la col·loca sota la cura de Guinan a la sala de la nau, Ten Forward. Això porta a alguns moments incòmodes, com ara que Lal no entén el concepte de coqueteig i petons, que va interpretar primer com "atacar" fins que Guinan fa un esforç per explicar la pràctica. Intrigada per això, Lal es dedica sobtadament a arrossegar i besar el comandant Riker sobre el bar, deixant-lo desconcertat i guanyant-se una renyina paternal "Quines intencions tens amb la meva filla?" quan Data els hi entra. Tanmateix, Lal s'adapta molt ràpidament, fins i tot, per  sorpresa de tothom, superant a Data com indica la seva capacitat d'utilitzar contraccions, cosa que Data mai va aconseguir.
El capità Jean-Luc Picard, essent informat sobre Lal i el seu progrés, expressa la seva preocupació a Data per construir Lal en secret, però Data li recorda que no expressaria aquesta preocupació si dos tripulants humans decideixin procrear, cosa a la que el capità té pocs arguments. Tanmateix, Picard, segons ordres generals, informa a la Flota Estel·lar, fet que va fer que l'almirall Haftel arribi per avaluar Lal. Des del principi, Haftel està decidit a traslladar Lal a una instal·lació científica de la Flota Estelar. Ell entrevista a Lal, on ella revela el seu desig de romandre a l'Enterprise amb el seu pare, però Haftel es mostra impasible.
En sortir de la reunió, Lal visita Troi a l'habitació de la consellera. Lal està clarament confusa i desconcertada, i per a sorpresa de Troi, revela que té por. Experimentant una sobrecàrrega d'informació i emocions, Lal aviat deixa de parlar i se'n va, tornant finalment al laboratori de Data (com està programada per fer-ho en cas d'un mal funcionament).
Mentrestant, Haftel es reuneix amb Data i li ordena que alliberi Lal sota la custòdia de la Flota Estel·lar. Tot i que Data es mou per complir, Picard li ordena que es mantingui ferm i li recorda a ell i a l'almirall que Data és una forma de vida conscient amb drets definits i que no se li pot ordenar que lliuri el que en essència és el seu fill a l'estat. Però abans que la discussió pugui tenir més tensió, són interromputs per una crida de Troi que explica què li ha passat a Lal i demana a tothom que vingui al laboratori de Data alhora.
En arribar, els diagnòstics de Data descobreixen que l'esclat emocional de Lal és un símptoma d'una falla en cascada al seu cervell positrònic, i han de treballar ràpidament per aturar-ho. Veient la sinceritat de Data, Haftel s'ofereix a ajudar Data, que accepta. Un temps després, un Haftel desgastat abandona el laboratori i informa a Troi, Wesley i Geordi que han fracassat. Visiblement emocionat per la determinació de Data de salvar la seva filla, Haftel explica que el fracàs va ser irreparable. Ell mateix està visiblement aclaparat i conclou que Lal no sobreviurà molt de temps. Data demana disculpes a Lal perquè no la va poder salvar, però Lal agraeix a Data per la seva creació. Ella li fa saber que l'estima i que sentirà l'emoció per tots dos. Data torna al pont, i Picard transmet el condol de la tripulació, però Data revela que ha descarregat els records d'en Lal a la seva pròpia xarxa neuronal, mantenint els records i les experiències de Lal.

## Repartiment i doblatge al català
La sèrie va ser doblada al català pels estudis Tramontana (primera part) i Soundtrack (segona part) i emesa a TV3 l’any 1991. Els dobladors de l'episodi foren:
| Personatge              | Actor/actriu    | Veu en català            |
| ----------------------- | --------------- | ------------------------ |
| Jean-Luc Picard         | Patrick Stewart | Joan Crosas              |
| William Riker           | Jonathan Frakes | Antoni Forteza           |
| Data                    | Brent Spinner   | Joaquim Sota             |
| Geordi La Forge         | LeVar Burton    | Aleix Estadella          |
| Worf                    | Michael Dorn    | Enric Arquimbau          |
| Beverly Crusher         | Gates McFadden  | Aurora Garcia            |
| Deanna Troi             | Marina Sirtis   | Victòria Pagès           |
| Wesley Crusher          | Will Wheaton    | Roger Pera               |
| Guinan                  | Whoopi Goldberg | Montserrat Garcia Sagués |
| Lal                     | Hallie Todd     | Teresa Soler             |
| Almirall Anthony Haftel | Nicolas Coster  | Claudi Garcia            |
| Ballard                 | Judyann Elder   | ?                        |

## Producció
L'episodi va ser dirigit per Jonathan Frakes, qui també interpretava al comandant William Riker. Va ser el primer dels molts episodis de Star Trek dirigit per un membre del repartiment. Va ser el debut com a director de Frakes. L'episodi va ser escrit com un guió especulatiu per René Echevarria i va ser comprat pel programa. Echevarria va fer una reescriptura que va ser retocada pels escriptors de l'equip. Posteriorment, Echevarria va ser contractat per reescriure l'episodi "Transfiguracions" i es va convertir en un escriptor habitual i editor d'històries per al programa.
Aquest episodi també va servir com a comiat d'un dels actors de fons, James Becker, que va servir d'extra i substitut de Jonathan Frakes durant les tres primeres temporades del programa. Tot i que el seu personatge mai va rebre un nom oficial, el seu repartiment i els seus companys de tripulació es van referir a ell com "Alferes Youngblood" com un afectuós homenatge a la manera com la personalitat de Becker brillava neta i fresca. Per a aquest episodi, Frakes va donar a Becker la seva primera i única paraula de diàleg, "Gentlemen", així com el seu primer i únic crèdit a la pantalla.

## Recepció
"Descendència" té una nota de 4,6/5 a StarTrek.com. L'actor
Michael Dorn a dir que era un dels seus dos episodis preferits, l'altre era "El timbal", que també va ser dirigit per Jonathan Frakes.. Patrick Stewart va dir que també era un dels seus episodis preferits, juntament amb "La llum interior" i "En teoria" (el debut com a director propi de Stewart).
El 2011, la revista Forbes va citar "Descendència" com un dels deu episodis principals de Star Trek que explorava les implicacions de la tecnologia avançada.
El 2016, The Hollywood Reporter va classificar "Descendència" com el 79è millor episodi de televisió de tots els episodis de la franquícia Star Trek fins al moment, incloses les sèries d'imatge real i d'animació, però sense comptar les pel·lícules. El 2016, Empire el va classificar com el 40è millor dels 50 millors episodis dels més de 700 episodis de televisió Star Trek.
El 2017, Nerdist va classificar "Descendència" com el vuitè millor episodi de Star Trek: La nova generació. També el 2017, Den of Geek va classificar aquest episodi com un dels 25 capítols que cal veure de Star Trek: La nova generació. El 2019, The Hollywood Reporter el va classificar entre els 25 millors episodis de Star Trek: La nova generació. Variety va incloure "Desdencència" com un dels 15 millors episodis de Star Trek: La nova generació.
El 2020, GameSpot va recomanar aquest episodi com a antecedents sobre el personatge de Data. El 2020, SyFy Wire va destacar aquest episodi per la seva relació entre Picard i Data, i també per ser "esquinçador" quan Data fa un nen robot. Screen Rant, IGN i Space.com van recomanar aquest episodi com a fons per a la sèrie Star Trek: Picard. El 2020, Tom's Guide va enumerar aquest un dels millors episodis per a l'androide de la sèrie, Data. El 2020, Looper va enumerar-ho com un dels millors, però més tristos episodis de Data.

## Llançament
L'episodi es va publicar amb la caixa del DVD de la tercera temporada de Star Trek: La nova generació, llançat als Estats Units el 2 de juliol de 2002.  Tenia 26 episodis de la temporada 3 en set discos, amb una pista d'àudio Dolby Digital 5.1. Va ser llançat en Blu-ray d'alta definició als Estats Units el 30 d'abril de 2013.